# Stembandverlamming
Een stembandverlamming is de situatie waarbij een van beide, of beide, stembanden niet beweegt. Hierdoor sluiten de stembanden bij stemgeving niet goed en verliest iemand veel lucht bij praten. Dit veroorzaakt heesheid, kortademigheid en soms duizeligheid door hyperventilatie.

## Indeling
Een belangrijk verschil moet worden gemaakt tussen enkelzijdige en tweezijdige verlamming. Bij een dubbelzijdige verlamming is de stem meestal redelijk goed, maar wordt een persoon snel benauwd. Bij een enkelzijdige verlamming is de stem zelf het hoofdprobleem, al verschilt de ernst van de heesheid sterk per individueel geval en is deze afhankelijk van de positie van de stilstaande stemband.

## Oorzaken
De stembanden worden aangestuurd door een zenuw (nervus laryngeus recurrens) die vanaf het hoofd via de hals (vlak bij de schildklier en de slokdarm) en de borstkas terugkeert en daarna pas het strottenhoofd ingaat. Links gaat deze onder de aorta door, rechts gaat de zenuw onder de arteria subclavia door.
Omdat het traject aan de linkerzijde langer is, is de linker stemband vaker verlamd dan de rechter.
Hoofdoorzaken zijn een virusinfectie, schildklieroperaties en kanker in de borstholte (longkanker, slokdarmkanker of uitzaaiingen van een tumor in of naast de longen). Ook wanneer zich kanker in het strottenhoofd of laag in de keel zit kan de stemband stilstaan.

## Onderzoek
Als de stem onbegrepen lang hees is (langer dan 3 weken), moet een kno-arts kijken of de stemband goed beweegt. Dit kan hij met een spiegeltje of een camera (via de neus of via de mond) doen.
Als de stemband verlamd is dan wordt een CT-scan of MRI-scan gemaakt om te kijken of er ergens in het verloop van de zenuw een probleem zit (de scan loopt vanaf het hoofd tot en met de aorta).

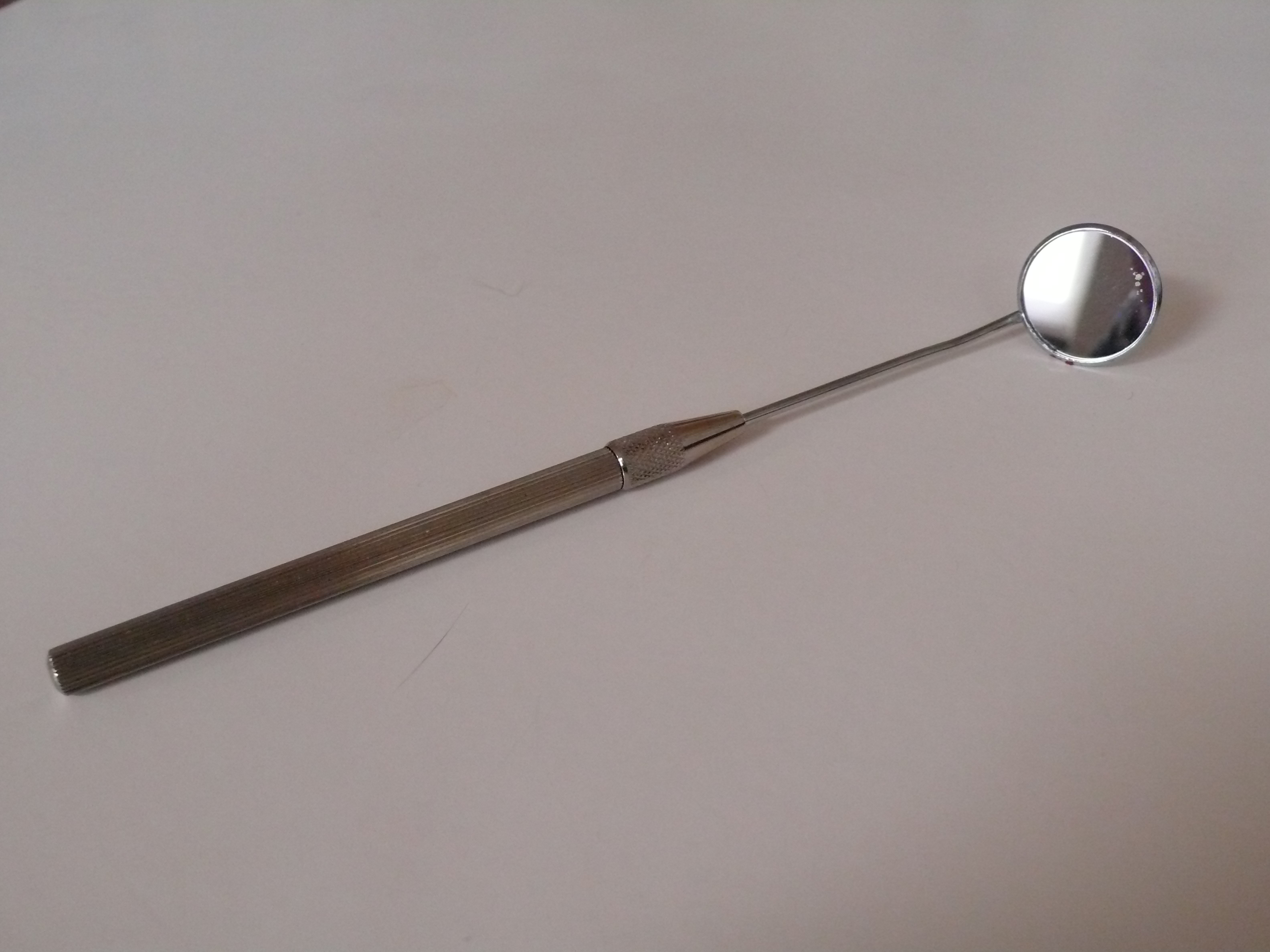
Keelspiegel van een kno-arts

## Behandeling
Bij een eenzijdige verlamming is behandeling gericht op stemverbetering. Daarom moeten de stembanden beter sluiten.
Stap 1 is logopedie. Stap 2 is eventueel een operatie om de stembanden beter tegen elkaar aan te krijgen. Dat kan met opspuiten of met een grotere operatie.
Bij een tweezijdige verlamming is de behandeling gericht op het verkrijgen van meer ruimte om adem te halen. Vaak is hiervoor een tracheotomie noodzakelijk, maar er kan ook worden gekozen voor het verwijderen van een stukje van de stemband om meer ruimte te maken. Dit leidt dan wel onoverkomelijk tot heesheid.

## Beroemdheden met stembandverlamming
- Seth Gaaikema
- Rudi Carrell
- Laurent Fignon
- Charles Aznavour